# (137108) 1999 AN10
(137108) 1999 AN10 là một tiểu hành tinh dài hơn một km, được phân loại là vật thể gần Trái đất và tiểu hành tinh có khả năng gây nguy hiểm của nhóm Apollo. Nó được phát hiện bởi LINEAR vào ngày 13 tháng 1 năm 1999.

Hoạt hình quỹ đạo 1999 AN10 ' - Cách tiếp cận gần vào năm 2027
Sun ·
Earth ·
1999 AN10

Vào ngày 7 tháng 8 năm 2027, tiểu hành tinh này sẽ vượt qua 0,0026 AU (390.000 km; 240.000 mi; 1,0 LD) so với Trái Đất. Trong quá trình tiếp cận gần, tiểu hành tinh sẽ đạt cực đại cấp sao biểu kiến là 7.3, và có thể được nhìn thấy thông qua ống nhòm.
1999 AN10 có quỹ đạo xác định tốt với vòng cung quan sát 58 năm. Nó đã được phát hiện bởi Andreas Doppler và Arno Gnädig trong hình ảnh tiền khám phá từ năm 1955. Khi 1999 AN10 chỉ có một vòng cung quan sát là 123 ngày, có khả năng là tỷ lệ 1 trên 10 triệu mà nó có thể trở lại trên một quỹ đạo tác động vào năm 2039.
Vào ngày 7 tháng 8 năm 1946, tiểu hành tinh đi qua 0,00625 AU (935.000 km; 581.000 mi) từ Trái Đất và sau đó là 0,00404 AU (604.000 km; 376.000 mi) từ Mặt trăng.